# Wyandotte (Michigan)
Wyandotte is een plaats (city) in de Amerikaanse staat Michigan, en valt bestuurlijk gezien onder Wayne County.

## Demografie
Bij de volkstelling in 2000 werd het aantal inwoners vastgesteld op 28.006.
In 2006 is het aantal inwoners door het United States Census Bureau geschat op 26.473, een daling van 1533 (-5.5%). In 2020 was het aantal inwoners verder afgenomen tot 25.058.

## Geografie
Volgens het United States Census Bureau beslaat de plaats een oppervlakte van
18,0 km², waarvan 13,7 km² land en 4,3 km² water. Wyandotte ligt op ongeveer 183 m boven zeeniveau.

## Plaatsen in de nabije omgeving
De onderstaande figuur toont nabijgelegen plaatsen in een straal van 8 km rond Wyandotte.

## Geboren in Wyandotte
- Lee Majors (1939), acteur